# Tomášovce
Tomášovce es un municipio del distrito de Lučenec en la región de Banská Bystrica, Eslovaquia, con una población estimada a final del año 2024 de 1338 habitantes.
Se encuentra ubicado en el centro-sur de la región, en el valle del río Ipoly —un afluente izquierdo del Danubio— y cerca de la frontera con Hungría.

## Demografía
| Año        | 1994 | 2004    | 2014 | 2024    |
| ---------- | ---- | ------- | ---- | ------- |
| Población  | 1511 | 1500    | 1395 | 1338    |
| Diferencia |      | −0,72 % | −7 % | −4,08 % |

| Año        | 2023 | 2024    |
| ---------- | ---- | ------- |
| Población  | 1335 | 1338    |
| Diferencia |      | +0,22 % |